# 罗恩·德桑蒂斯
罗纳德·戴恩·德桑提斯（英語：Ronald Dion DeSantis，1978年9月14日—）为美国共和黨籍的政治人物、律師及退伍军人，現任佛羅里達州州長。曾于2013年至2019年担任佛罗里达州第六国会选区联邦众议员。
德桑蒂斯生于杰克逊维尔，但他童年绝大部分时间都是在达尼丁度过的。德桑蒂斯后来先后进入耶鲁大学和哈佛法学院，并分别从中获得了学士及博士学位。毕业后，德桑蒂斯加入了美国海军，并成功获得了中尉军衔，随后于海豹突击队第一分队担任法律顾问。他于2007年时被部署到伊拉克，但仅在一年之后便返回了美国。回国后，美国司法部任命德桑蒂斯担任佛罗里达州中区的特别检察官。此后德桑蒂斯一直担任此职务，直至2010年名誉退伍。
德桑蒂斯于2012年首次当选国会议员，当时他在选举中击败了民主党籍的对手希瑟·贝文后成功当选。德桑蒂斯为自由核心小组的创始成员，同时也是唐納·川普的政治盟友。任职期间，德桑蒂斯多次谴责罗伯特·穆勒调查俄罗斯对2016年美国总统选举的干预。德桑蒂斯曾于2016年短暂参选联邦参议员，但在马可·卢比奥决定连任后退出了竞选。
2018年8月，德桑蒂斯赢得了佛罗里达州州长选举的共和党提名，并选择州议员珍妮特·努涅斯担任其竞选搭档。在决选中，德桑蒂斯和民主党候选人及前塔拉哈西市长安德鲁·吉勒姆势均力敌。在经过机器重新计票后，德桑蒂斯以得票率比对方高出0.4%的微弱优势赢得了选举。
在COVID-19疫情期间，德桑蒂斯拒绝施加包括强制口罩令、居家令以及强制疫苗令在内的限制措施。2021年5月，德桑蒂斯签署法案禁止企业、学校、游轮和政府实体要求民众提供疫苗接种证明。此外，德桑蒂斯削减开支实现了预算盈余。2022年，他在飓风伊恩及飓风妮可接連過境佛州之后施行灾后重建工作。他還推動廢除與迪士尼之間的《蘆葦溪改善法案》並改組其特區。2022年佛羅里達州州长选举，德桑蒂斯以得票率超出对方19.4%的优势击败了克里斯特，是该州过去40年以来结果最为悬殊的一次选举。

## 早年生活及教育
德桑提斯于1978年9月14日出生于佛罗里达州的杰克逊维尔，其父亲名为罗纳德·丹尼尔·德桑蒂斯，母亲名为凯伦。德桑提斯具有意大利血统，他的八位曾祖父母均出生于意大利，分别来自意大利的拉奎拉省、贝内文托省、阿韦利诺省和坎波巴索省。他的外高外祖父萨尔瓦多·斯托蒂于1904年来到美国，并定居于宾夕法尼亚州，其外高外祖母路易吉亚·科鲁奇则于1917年来到美国与丈夫团聚。德桑蒂斯的母亲是护士，父亲是尼尔森收视率调查盒的安装工。他们家在他六岁的时候搬到了佛罗里达州的达尼丁，而在此之前则曾经搬迁至奥兰多。他的妹妹克里斯蒂娜·玛丽·德桑蒂斯于1985年5月5日出生于奥兰多，但于2015年不幸逝世。德桑提斯曾是少年棒球联盟的一员，效力于达尼丁队，参与了1991年于宾夕法尼亚州威廉斯波特举行的系列賽。德桑蒂斯就读于卢尔德圣母天主教学校和达尼丁高中，并于1997年毕业。
高中毕业后，德桑蒂斯进入耶鲁大学学习历史专业。他曾担任耶鲁大学棒球队队长，并加入了兄弟会。在棒球队中，德桑蒂斯担任外野手。2001年，大四年级的德桑蒂斯获得了0.336的打击率，为全队最佳。在耶鲁大学读书期间，他做过各种各样的工作，包括电工助理和棒球夏令营教练。2001年，德桑蒂斯以极优等的成绩从耶鲁大学毕业。
从耶鲁大学毕业后，德桑蒂斯在达尼丁学校担任了一年历史老师。之后他进入哈佛大学法学院学习，并于2005年以优等的成绩获得了法律博士学位。

## 军旅生涯
2004年，即德桑蒂斯就读于哈佛法学院的第二年，他被任命为海军军官，并被分配到美国海军法官检察长团。
德桑蒂斯在自传中称自己仍在美国海军预备役服役，不过根据某位美国海军发言人的说法，德桑蒂斯早在2019年成为州长后就完全退出了美国海军。这位海军发言人表示，“德桑蒂斯目前既非美国海军成员，亦非美国海军预备役成员。”

## 政治立场

### 堕胎权与生育权
德桑蒂斯反堕胎，并对美国计划生育联合会表示谴责。同中国大陸语境中的计划生育政策不同，该联合会倡导自由的堕胎权与生育权，亦有提供乳房检查、子宫颈癌筛查及怀孕辅导等各种生育健康服务。
在2022年4月14日，他签署了一项法案以禁止在怀孕15周之后堕胎，将佛罗里达州的这一期限从原本的24周缩短。如果至少有两名医师证明，有必要终止妊娠以避免对孕妇的身体健康造成“严重风险”，或胎儿存在“致命异常”，该法案则以例外情况论，允许终止妊娠；但例外情况不包括由强奸、人口贩卖或乱伦等导致的怀孕，也不包括可能导致心理上的（而非生理上的）苦痛的情形。
该法律原订于7月1日起生效，但一名州法官阻断了其实施，以佛罗里达州宪法保障隐私权为由裁定该法律违宪。在德桑迪斯上诉后，该裁定自动失效，使得该法律最终仍于7月5日开始生效，但需等待司法审查。佛罗里达人期待州最高法院就该法律的有效性做出裁决。这项法案受多布斯诉杰克逊妇女健康组织案裁决所保护的密西西比州相似法案的启发，而在美国最高法院发布该裁决前，佛罗里达州最高法院曾援引罗诉韦德案中的隐私权论，否决先前提出过的类似的州法律。多布斯案推翻的是罗诉韦德案的论断，即“隐私权在联邦范围内保证胎儿具有母体外存活性（viability）前的堕胎权”，但更涉及美国宪法中对自由及正当程序的保护所隐含的各种未列举出的权利。

### 對華立場
德桑蒂斯對華立場強硬，將中华人民共和国定位為「敵意國家」，呼籲佛羅里達州議會立法限制中國人購買房地產，并表示讓中國擁有佛州的土地，不符合佛州的最佳利益。对此佛州一度通過了限制中國人在佛州購買房地產和土地的法案，但後來又被上訴法院叫停。2022年6月，德桑蒂斯簽署一項法律措施，要求與佛羅里達州開展業務超過10萬美元的公司披露與中國的聯繫，並要求佛羅里達州的大學，報告來自中國和其他「相關外國」超過5萬美元的捐贈；他還禁止孔子學院進入佛羅里達州的大專院校。

### 2024年美國總統選舉
2023年5月24日，德桑蒂斯正式宣佈參選2024年共和黨總統初選，希望代表共和黨參選2024年美國總統選舉。2024年1月21日，德桑蒂斯宣佈退出黨內總統初選，並宣佈支持當勞·特朗普。